# Темишварски пашалук
Темишварски пашалук или Темишварски ејалет је био административна јединица првог степена (пашалук) у Османском царству. Основан је 1552. године, а постојао је све до 1716. године. Седиште пашалука налазило се у Темишвару (1552-1659) и (1693-1716), а привремено и у оближњем Јенопољу (1659-1693). По другом седишту, ејалет је у том периоду био познат и као Јенопољски пашалук, односно Јеновски пашалук. На подручју ејалета живели су Срби, Румуни и Мађари, а такође и Турци. Хришћанско становништво је било православне, римокатоличке и протестантске вероисповести, а у већим местима живео је и значајан број муслимана. Пашалук се делио на санџаке, а обухватао је цео Банат и доње Поморишје, као и јужни део Покришја. Данас је ова територија подељена између три државе: Србије, Румуније и Мађарске.

## Назив
Пашалук је добио име по административном седишту Темишвару. 
- Назив пашалука на старотурском језику је био  и
- На данашњем турском језику  и
- На румунском језику  и
- На мађарском језику

Секундарни назив, у периоду од 1659. до 1693. године, носио је по свом другом управном седишту у Јенопољу (Јеново, Јенова), те је по томе познат и као Јенопољски пашалук, односно Јеновски пашалук (тур. Eyâlet-i Yanova).

## Историја
У периоду након заузимања Београда (1521) и победе у Мохачкој бици (1526), османске снаге су наставиле са упадима и продорима према угарским областима на другој страни Дунава (жупаније Ковинска, Торонталска, Чанадска, Тамишка, Карашка). Већ током 1551. године, под трајну османску власт потпали су Бечеј и Бечкерек, а привремено и нека друга места, а коначно запоседање читавог подручја извршено је током 1552. године.
Темишварски ејалет је основан 1552. године, непосредно након османског освајања града Темишвара и околних области у Потамишју и Поморишју. Ово подручје је у име Османског царства освојио Србин-муслиман Мехмед-паша Соколовић, тадашњи беглербег Румелије, а у запоседању појединих градова значајно су му помогли домаћи српски прваци.
Додатно територијално проширење према северу пашалук је остварио током 1565. и 1566. године, када су освојени градови Панкота, Ђула и Јенопоље у јужном Покришју. Иако је Јенопоље изгубљено већ 1595. године, тај град је поново освојен 1658. године, када су запоседнута и суседна подручја дотадашње Лугошко-карансебешке бановине.
Седиште ејалета премештено је 1659. године у Јенопоље, које је изгубљено 1693. године за време хабзбуршко-османског рата, услед чега је седиште пашалука враћено у Темишвар. Ејалет је постојао све до 1716. године, када је османска власт протерана из целе области, која је потпала под власт Хабзбуршке монархије у чијем је саставу 1718. године реорганизована у нову покрајину под називом Тамишки Банат.

## Административне јединице
Приликом оснивања (1552), пашалук се делио на следеће санџаке:
- Санџак Темишвар[6]
- Санџак Липова
- Санџак Арад (Arad)[7]
- Санџак Чанад (Çanad), првобитно познат и као Санџак Бечкерек (Beçkerek / Beşlek)[8]

До краја 16. века, основани су:
- Санџак Молдова (Modava), настао издвајањем из Темишварског санџака
- Санџак Панкота (Pankota), накнадно преименован у Санџак Јенова (Yanova)[9]
- Санџак Ђула (Güle), настао проширењем и преименовањем Арадског санџака[7]

Након проширења према истоку (1658), основани су:
- Санџак Лугош (Logoş)
- Санџак Себеш (Şebeş)

Крајем 17. века, помињу се још два санџака:
- Санџак Чаково
- Санџак Панчево (Pançova), око 1695. године[10]

Након склапања Карловачког мира (1699), према попису из 1701-1702. године, пашалук се састојао из следећих санџака:
- Санџак Темишвар (Tamışvar)
- Санџак Чанад (Çanad)
- Санџак Себеш-Лугош (Şebeş)-(Logoş)
- Санџак Молдава (Modava)
- Санџак Оршава (İrşora)
- Санџак Липова

## Становништво
Становништво овог пашалука је углавом било састављено од православаца, првенствено Срба и Румуна. Мањи део чинили су римокатолици и протестанти, углавном Мађари. Досељени Турци и домаћи мислимани били су исламске вероисповести. У појединим градским срединама живели су у мањем броју и Јевреји, а у разним местима на територији пашалука такође су били пристни и Роми.

## Срби у Темишварском пашалуку
Велики део становништва на подручју Темишварског пашалука чинили су Срби, било као староседеоци из претходног раздобља угарске власти или као нови досељеници, који су на те просторе дошли из других српских области.
Већ током прве половине 16. века сав тај простор био је претежно српски, услед чега су османске власти, чак и пре коначног освајања, читаво подручје на коме је потом основан овај пашалук означавале као Српски вилајет (тур. Sırf Vilâyeti). Том специфичном облашћу, која је у периоду од 1541. до 1551. године била угарско-османски кондоминијум, управљао је носилац султановог берата и тамишки велики жупан Петар Петровић, угарски племић српске народоости и један од старатеља малолетног угарског краља Јована II.
Након успостављања непосредне османске власти (1552), положај српског становништва почео је временом да се погоршава. Стога је 1594. године на подручју овог пашалука избио велики српски устанак, уз ослонац на суседну Кнежевину Трансилванију, чијем су владару српски прваци понудили титулу српског краља. Нови српски устанак на том подручју избио је 1686. године, на челу са капетаном Новаком Петровићем. Православни Срби су на просторима овог пашалука имали своје епархије: Вршачку, Темишварску, Липовску и Јенопољску, које су биле у саставу обновљене Српске патријаршије.

## Темишварски беглербези
- Касим-бег (1552—1554)[21]